# استاروزاگورسکی بانی
استاروزاگورسکی بانی (به بلغاری: Starozagorski bani) روستایی در بلغارستان است که در استارا زاگورا واقع شده‌است. استاروزاگورسکی بانی ۰٫۸ کیلومتر مربع مساحت و ۳۲۵ نفر جمعیت دارد و ۳۷۰ متر بالاتر از سطح دریا واقع شده‌است.